# Клёпов, Иван Ильич
Ива́н Ильи́ч Клёпов (?, село Козьминское, Орловская губерния — ?) — крестьянин, бывший советский работник, член партии социалистов-революционеров. Один из лидеров Ливенского вооружённого восстания в 1918 году. Прапорщик.

## Биография
Родился в семье крестьянина в селе Козьминское Ливенского уезда Орловской губернии. Окончил учительскую семинарию, накануне Первой мировой войны поступил в офицерское училище. Участвовал в боевых действиях, имел чин прапорщика.
Ещё с 1910 года состоявший в партии социалистов-революционеров (эсеров), после Октябрьской революции 1917 года Клёпов избирался в комитеты: полковой, дивизионный и армейский. Был председателем полковой крестьянской секции, делегатом армейского крестьянского съезда. Состоял в крестьянской секции ВЦИК, во главе которой тогда стояла лидер партии левых эсеров Мария Спиридонова. Из армии был демобилизован в начале 1918 года.
В Ливнах Клёпов был активным участником ячейки левых эсеров. Он возглавлял мандатную комиссию на 2-м съезде, активно выступая против социализации земли, а затем некоторое время председательствовал в уисполкоме в ливенском городском Совете, возглавлял ревтрибунал и редакцию газеты «Пахарь». 8 марта 1918 года на совещании волостных комитетов Клёпов возглавил группу зажиточных крестьян, отказавшуюся принять к исполнению закон о социализации земли от 19 февраля 1918 года, изданный большевиками. Противостояние между партиями доходило до взаимных арестов, грозя перерасти в вооруженный конфликт. На 4-м уездном съезде Советов, состоявшемся в июне 1918 года, с рядом представителей партии левых эсеров, Клёпов выразил категорическое несогласие с внешнеполитической ориентацией советского правительства и попытался протолкнуть резолюцию с требованием разорвать Брестский мирный договор.
В 1918 году Клёпов избирался делегатом V Всероссийского съезда Советов.
После расхождения с большевиками в политических взглядах он разорвал свои связи с советами. Впоследствии в официальных документах Клёпов был назван «вожаком ливенских левых эсеров».
В августе 1918 года Клёпов стал одним из лидеров вспыхнувшего на территории Ливенского уезда антисоветского восстания, в ходе которого он командовал одним из повстанческих отрядов. Ряд ливенских и орловских краеведов полагает, что именно Клёпов был главным идеологом восстания, однако документальных доказательств этой гипотезы не было найдено. После подавления восстания ему удалось скрыться. Дальнейшая судьба Клёпова неизвестна.